# СПБУ Петро Годованець
СПБУ Петро Годованець — самопідіймальна бурова установка, придбана на початку 2010-х років українською компанією «Чорноморнафтогаз».
Названа на честь піонера нафтогазового розвідування на шельфі Чорного моря Петра Годованця, що брав участь у відкритті всіх великих родовищ на чорноморському й азовському шельфі.

## Загальні відомості
Установку спорудили в 2010-му як West Juno на сінгапурській верфі Keppel FELS для оператора  офшорного буріння Seadrill Ltd. Навесні 2011-го остання оголосила про продаж установки за 248,5 млн доларів США. Її кінцевим отримувачем виявився український «Чорноморнафтогаз», при цьому оголошена вартість склала 400 млн доларів США..
З червня 2011 року судно носило позначення «B-312», а в лютому 2012 року було перейменоване на «Петро Годованець».
За своїм архітектурно-конструктивним типом судно відноситься до самопідіймальних (jack-up) і має три опори довжиною по 157 метрів. Воно може працювати в районах з глибинами до 120 метрів та бурити свердловини глибиною 9144 метра. Для проведення бурових робіт судну не обов’язково займати місце над устям свердловини, оскільки воно обладнане виносною консоллю – кантилевером. З однієї постановки «Петро Годованець» може споруджувати до 12 свердловин. Судно приймає на борт запасів, необхідні для автономної роботи протягом 30 діб. 
«Петро Годованець» є несамохідним, тому пересування до місця виконання робіт повинне здійснюватись шляхом буксирування. На борту судна забезпечуються умови для розміщення до 120 осіб.
«Петро Годованець» має майданчик для гелікоптерів розмірами 22х22 метрів, призначений для прийому машин вагою до 12,8 тон.

## Служба судна
Існують відомості, що West Juno певний час працювало у водах Саудівської Аравії.
Навесні 2012 року СПБУ «Петро Годованець» провели через Босфор (для проходження під стамбульськими мостами довелось розібрати опори на частини) і на початку травня судна забезпечення «Мис Тарханкут» та «Федір Урюпин» перемістили установку з турецького порту Гіресун до бази «Чорноморнафтогазу» у Ярилгацькій бухті на півострові  Тарханкут.
Невдовзі СПБУ Петро Годованець привели для робіт на платформі БК-1 Одеського газового родовища, де установка мала розконсервувати одну та пробурити цілий ряд інших свердловин. На початку липня «Петро Годованець» завершив буріння своєї першої чорноморської свердловини №11, а станом на листопад того ж року спорудив вже чотири свердловини. Можливо відзначити, що станом на весну 2019-го на БК-1 було 10 свердловин, при цьому щонайменше свердловина № 43 була пробурена вже після російської анексії, взимку 2014/2015 років.
У 2014 році «Чорноморнафтогаз» втратив контроль над СПБУ «Петро Годованець» внаслідок анексії Криму, при цьому росіяни почали іменувати установку СПБУ «Крим-2». Як засвідчують дані геоінформаційних систем, станом на грудень 2021 року транспондер установки знаходився в районі Голіцинського родовища.
11 вересня 2023 року Україна силовим шляхом забрала назад свої СПБУ.